# Tannen (Gestratz)
Tannen (westallgäuerisch: Tannə) ist ein Gemeindeteil der Gemeinde Gestratz im bayerisch-schwäbischen Landkreis Lindau (Bodensee).

## Geographie

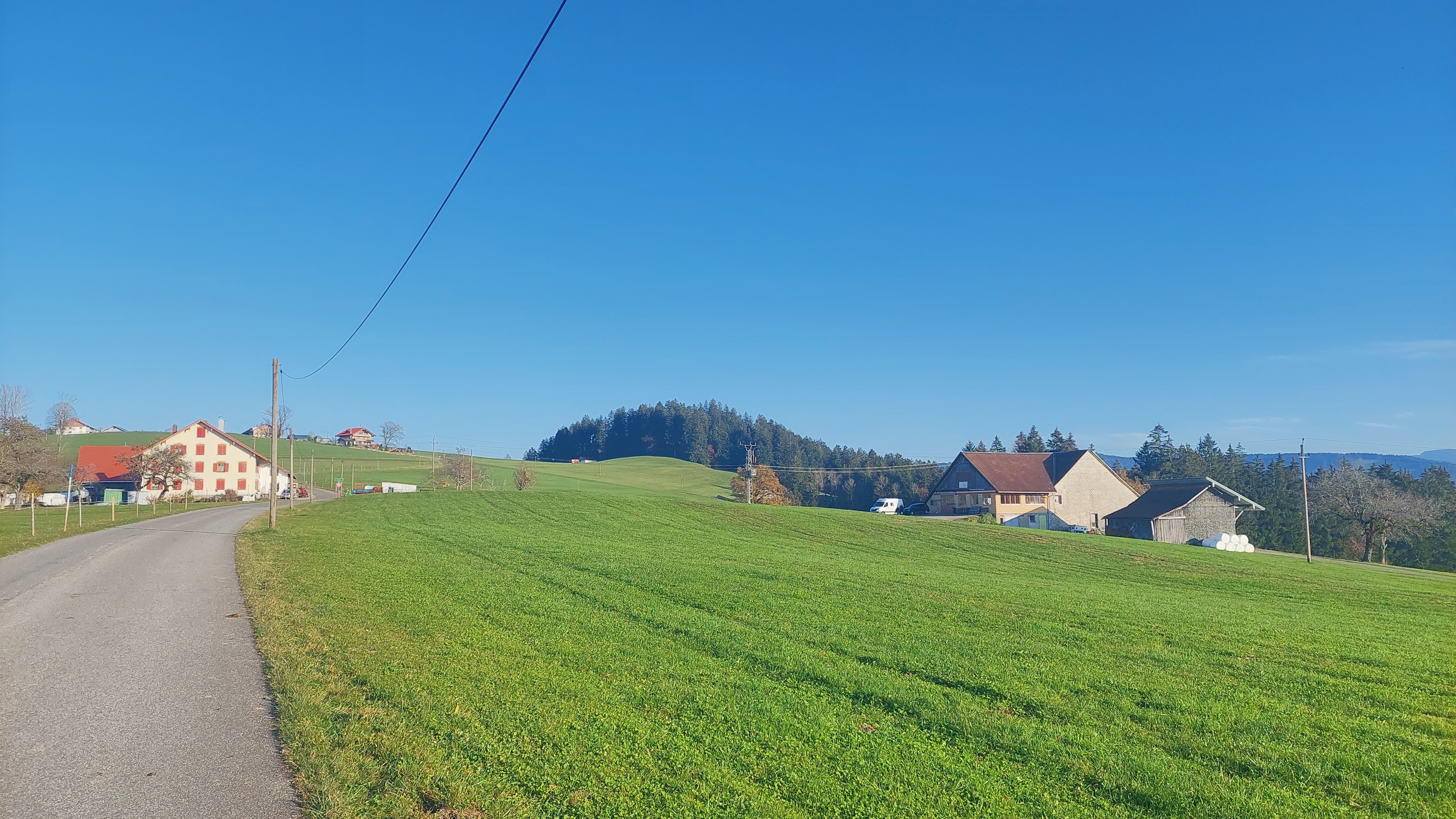
Tannen

Die Einöde liegt circa zwei Kilometer nordöstlich des Hauptorts Gestratz und zählt zur Region Westallgäu.

## Ortsname
Der Ortsname bedeutet (Siedlung beim) Tannenwald.

## Geschichte
Tannen wurde erstmals im Jahr 1360 mit der Wiese bei der Tannen urkundlich erwähnt.

## Baudenkmäler
- Hof „Beim Wälder“: zweigeschossiges Satteldachgebäude, verschindelt, bezeichnet 1895, dessen Geschichte als Hof der Ritter zu Horben bis ins Jahr 1368 zurückverfolgbar ist[4]

Siehe auch: Liste der Baudenkmäler in Tannen